# Jean Pellé
Jean Pellé (Le Pout, 15 maggio 1812 – Évreux, 29 luglio 1883) è stato un generale francese.

## Biografia
Jean Pellé nacque il 15 maggio 1812 à Le Pout, in Gironda, figlio postumo di Pierre Pellé, capitano di lungo corso, morto in mare a bordo della fregata Ariane (27 marzo 1812), e di sua moglie Marie Coutereau.
Iniziò la sua carriera nel 1830 nell'esercito francese e venne promosso caporale dall'anno successivo, quando venne trasferito nel 1º corpo zuavi e con essi combatté in Algeria, rimanendo in nordafrica 22 anni sino al 23 febbraio 1853. All'interno del corpo degli zuavi venne nominato sergente l'11 settembre 1832, sottotenente il 26 aprile 1837 e tenente il 21 giugno 1840. In questo stesso periodo prese parte alla battaglia di Soutama dove venne ferito alla mano sinistra il 4 ottobre 1835. Il 31 marzo 1836 venne nuovamente ferito durante la battaglia del colle di Mozaia e poi nuovamente a Millinah nel 1840. Venne citato anche in una lettera del ministro della guerra di allora, il maresciallo Soult, che lo propose personalmente per la legion d'onore il 5 gennaio 1842.
Il 1º aprile 1842 si distinse nello scontro di Sid Embarrek ed il 5 luglio di quello stesso anno venne promosso capitano e aiutante maggiore ed assegnato al battaglione di tiratori algerini. Citato nuovamente in un rapporto del maresciallo Bugeaud del 1844 per essersi distinto nella battaglia di Dellys, prese parte alla spedizione del medesimo generale francese nelle province di Algeri e di Oran, all'interno dello staff dello stato maggiore.
Ufficiale della legion d'onore, il 10 maggio 1845 venne promosso tenente colonnello ed il 30 dicembre successivo assegnato al 29º fanteria di linea. Il 1º dicembre 1855 venne promosso colonnello e legato al 60° di linea. Alla testa del suo reggimento, il colonnello Pellé prese parte alla brillante campagna della Grande Kabylia. Nel gennaio del 1856 si segnalò particolarmente nel corso della spedizione a Ouled Aissa Minoun. Alla fine del 1856, venne promosso al grado di commendatore della legion d'onore.
Generale di brigata dal 12 agosto 1864, comandò la divisione della Corsica (17 settembre), quella di Tarn ad Albi (29 agosto 1865) e quella dell'Eure (27 marzo 1868).
Allo scoppio della guerra contro la Prussia il 17 luglio 1870, venne promosso comandante della 2ª brigata della 2ª divisione di fanteria del 1º corpo d'armata del Reno. Prese parte alla battaglia di Wissembourg ed a quella di Frœschwiller. Promosso comandante di divisione il 12 agosto 1870, venne nominato comandante della 2ª divisione di fanteria del 1º corpo d'armata con la quale prese parte alla battaglia di Sedan. Fatto prigioniero di guerra dopo la capitolazione, tornò libero il 28 marzo 1871 ed ottenne dal governo francese il comando della 6ª divisione. Durante il secondo assedio della capitale, con le sue truppe sovrintese l'area di Châtillon il 4 aprile 1871, venendo ferito gravemente. Dopo la presa di Parigi, il generale Pellé comandò la 3ª divisione di fanteria del 5º corpo d'armata dell'armata di Versailles (18 settembre 1871).
Ispettore generale nel 1872, nel 1873 venne assegnato alla fanteria del 12e arrondissement sino al pensionamento, il 15 maggio 1877, per raggiunti limiti di età. Il 4 aprile 1871 venne promosso grand'ufficiale della legion d'onore.
Sposò Ernestine Isabelle Lemreze nel dicembre del 1856.